# Marpessa de Tégea
Marpessa, denominada Choera, foi uma heroína de Tégea.
Durante a guerra contra a Lacônia, quando o rei espartano Carilau fez a primeira invasão, as mulheres de Tégea se armaram e ficaram de tocaia no monte chamado Phylactis. Quando os exércitos dos homens se encontraram e começaram a batalha, as mulheres entraram na batalha, e colocaram os lacedemônios em fuga.
Marpessa, denominada Choera, superou as outras mulheres em ousadia, e Carilau foi um dos prisioneiros. Carilau foi libertado sem pagar resgate, após jurar que os lacedemônios nunca mais atacariam Tégea, e logo quebrou o juramento.
No século II d.C., de acordo com o relato de Pausânias, havia, no mercado de Tégea, uma imagem de Ares denominada Gynaecothoenas; este nome vem do sacrifício da vitória que as mulheres ofereceram a Ares após a vitória contra os lacedemônios, em que os homens não participaram nem tiveram uma parte da carne da vítima do sacrifício. No novo templo de Atena Alea, cujo arquiteto foi Escopas de Paros, na parte das ofertas, havia, ao lado de um retrato de Auge, o escudo de Marpessa.